# Les Petits Jönsson en colo
Pour plus de détails, voir Fiche technique et Distribution.
Les Petits Jönsson en colo (titre original : Lilla Jönssonligan på kollo, litt. « Le jeune gang Olsen en colonie ») est un film suédois réalisé par Christjan Wegner, sorti en 2004.
C'est le troisième des quatre films retraçant la jeunesse des personnages des personnages créés par Erik Balling et Henning Bahs. 

## Fiche technique
- Titre : Les Petits Jönsson en colo
- Titre original : Lilla Jönssonligan på kollo
- Réalisation : Christjan Wegner
- Scénario : Christjan Wegner d'après les personnages créés par Erik Balling et Henning Bahs
- Photographie :
- Musique : Jean-Paul Wall
- Décors :
- Producteurs : Christjan Wegner et Fredrik Holmström
- Société de production :
- Société de distribution : Sonet Film AB
- Pays d'origine : Suède
- Langue : suédois
- Format : couleur - 35 mm - son Dolby
- Genre : Comédie
- Durée : 88 min.
- Dates de sortie : Suède : 23 janvier 2004

## Distribution
(août 2015).
- Conrad Cronheim : Charles Ingvar « Sickan » Jönsson
- Buster Söderström : Ragnar Vanheden
- Anton Pettersson : Harry la Dynamite
- Maja Dosthe : Doris
- Max Holmstrand : Junior
- Hampus Andersson-Gill : Biffen
- Roddy Benjaminsson : Bruno
- Wilhelm Fredriksson : Erik
- Loa Falkman : Wall-Enberg
- Sten Ljunggren : vaktmästaren
- Pia Johansson : l'avocat Gabrielsson
- Allan Nilsson : kapten på Gotlandsbåten
- Bengt-Åke Rundqvist : maskinist på Gotlandsbåten
- Cecilia Ljung : Fröken Rask
- Tommy Andersson : Fröken Fridh
- Leif Andrée : le professeur Rixil
- Hans Mosesson : Stig
- Paul Tilly : Ulf